# Psectrocladius litofilus
Psectrocladius litofilus är en tvåvingeart som beskrevs av Akhrorov 1977. Psectrocladius litofilus ingår i släktet Psectrocladius och familjen fjädermyggor. Inga underarter finns listade i Catalogue of Life.